# Autoflug
Die Autoflug GmbH ist ein 1919 gegründetes, mittelständisches Unternehmen im Bereich der Luftfahrttechnik und der Wehrtechnik. Es hat seinen Sitz in Rellingen und befindet sich im Besitz der Familie Sedlmayr.

## Geschichte
Autoflug wurde am 1. Oktober 1919 von Gerhard Sedlmayr (1891–1952) in Berlin-Johannisthal als Autoflug, Spezialhaus für das Automobil- und Luftfahrtwesen, Gerhard Sedlmayr gegründet.
Auch wenn Gerhard Sedlmayr als ehemaliger Flugpionier eigentlich aus der Luftfahrt kam, verschaffte er seinem Unternehmen mit dem Kraftfahrtwesen ein zweites Standbein; notwendig war das vermutlich auch aufgrund der Beschränkungen des Versailler Vertrages. Das Unternehmen handelte mit einer breiten Palette an Produkten für den damals rasch wachsenden Markt des motorisierten Straßenverkehrs und stellte zudem eigene Motorräder (damals Motorläufer genannt) her.
Nach der Lockerung der Beschränkungen des Versailler Vertrages wurde Autoflug Generalunternehmen für mehrere internationale Produzenten von Luftfahrtgeräten, dazu gehörte auch die Irvin Air Chute Co. des US-amerikanischen Fallschirmpioniers Leslie Irvin. Im Jahr 1931 erhielt das Unternehmen die Genehmigung zur Lizenzfertigung von Irvin-Fallschirmen. Während der späten 30er und insbesondere während des Zweiten Weltkrieges fertigte Autoflug für die Luftwaffe Gurte, Schlösser und Rettungsfallschirme in großen Stückzahlen.
Nach dem Zweiten Weltkrieg erhielt Gerhard Sedlmayr bereits im Oktober 1945 die Genehmigung, am Standort Goslar eine Ausbesserungswerkstatt für Kinderkleider und sonstige Textilwaren zu betreiben. Ab Anfang 1951 begann der eigentliche Wiederaufbau des Unternehmens, den der Unternehmensgründer aufgrund seines Todes 1952 jedoch nicht mehr erlebte.
Im Jahre 1955 übernahm sein Sohn, Gerhard Sedlmayr, den Wiederaufbau des Unternehmens in Hamburg. 1958 wurde der Hauptsitz nach Rellingen verlegt. Durch die Wiederaufnahme der Zusammenarbeit mit Leslie Irvin und den Beginn der Zusammenarbeit mit dem britischen Schleudersitzhersteller Martin-Baker wurde Autoflug schnell wieder zu einem Marktführer in der Branche und zu einem festen Partner der neugegründeten Bundeswehr.
Heute entwickelt und produziert Autoflug Sicherheitssitze für Luftfahrzeuge und militärische Sonderfahrzeuge, Kraftstoffsensoren für Luftfahrzeuge sowie Fallschirme, Gurte und Pilotenschutzanzüge und -Sonderausrüstungen.

## Werke
Autoflug besitzt neben dem Stammwerk in Rellingen ein Werk in Ummendorf, wo in Kooperation mit der Bundeswehr die Betreuung von Rettungs- und Sicherheitsgerät der Waffensysteme Tornado und Eurofighter sichergestellt wird.